# Leptocentrus mephistopheles
Leptocentrus mephistopheles är en insektsart som beskrevs av Buckton. Leptocentrus mephistopheles ingår i släktet Leptocentrus och familjen hornstritar. Inga underarter finns listade i Catalogue of Life.